# Raad Hammoudi
Raad Hammoudi Salman, född 20 april 1954 i Bagdad, är en irakisk före detta fotbollsspelare. Han spelade i Al-Shorta under hela sin karriär. Han är meste landslagsman för Iraks landslag och deltog i VM 1986. Hammoudi blev även utsedd till bästa målvakt i Gulf Cup 1979, då han bara släppte in ett mål på sex matcher.